# RAM-CMOS

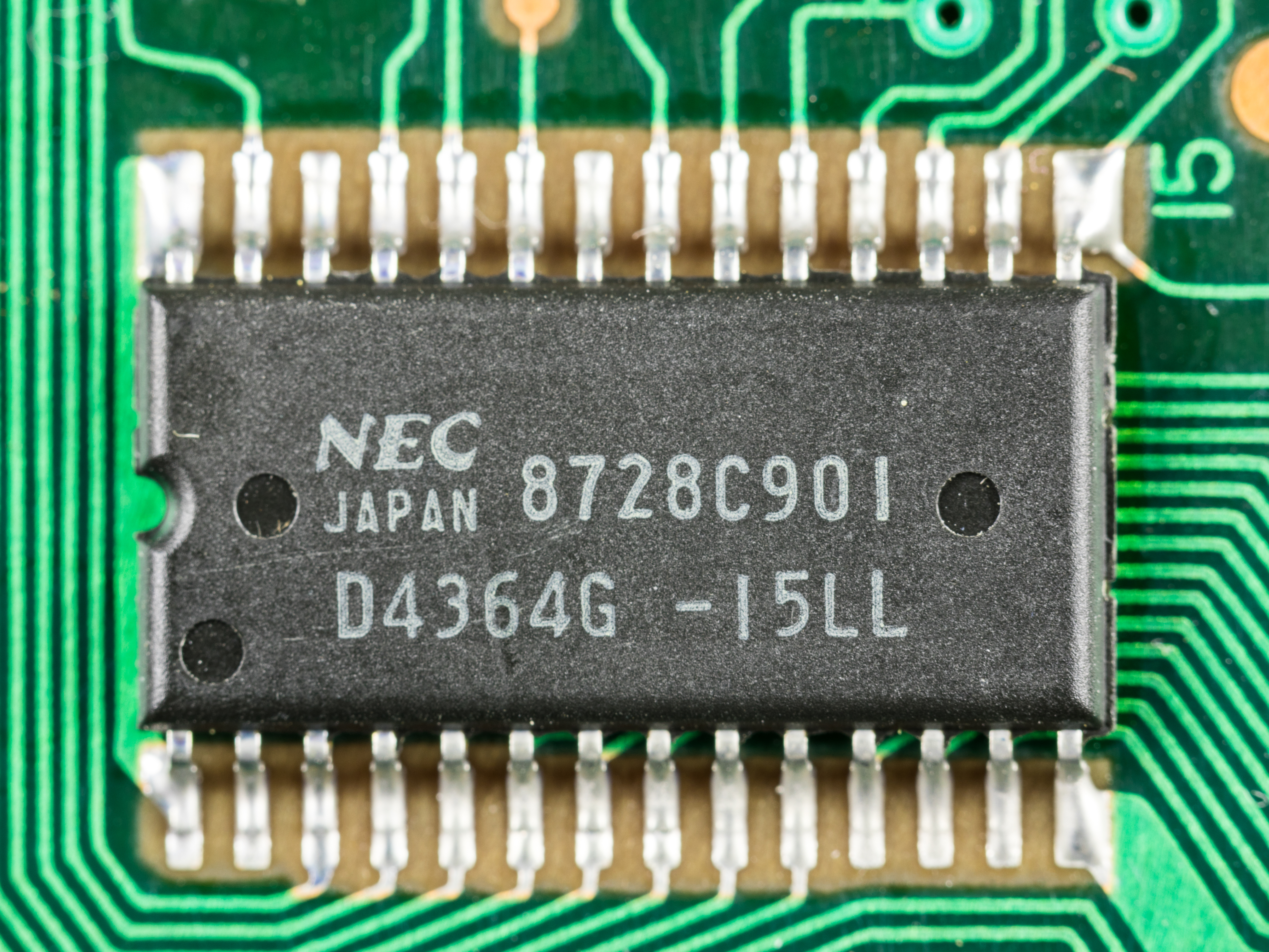
NEC µPD4364 - 8192 x 8 Bit Static CMOS RAM

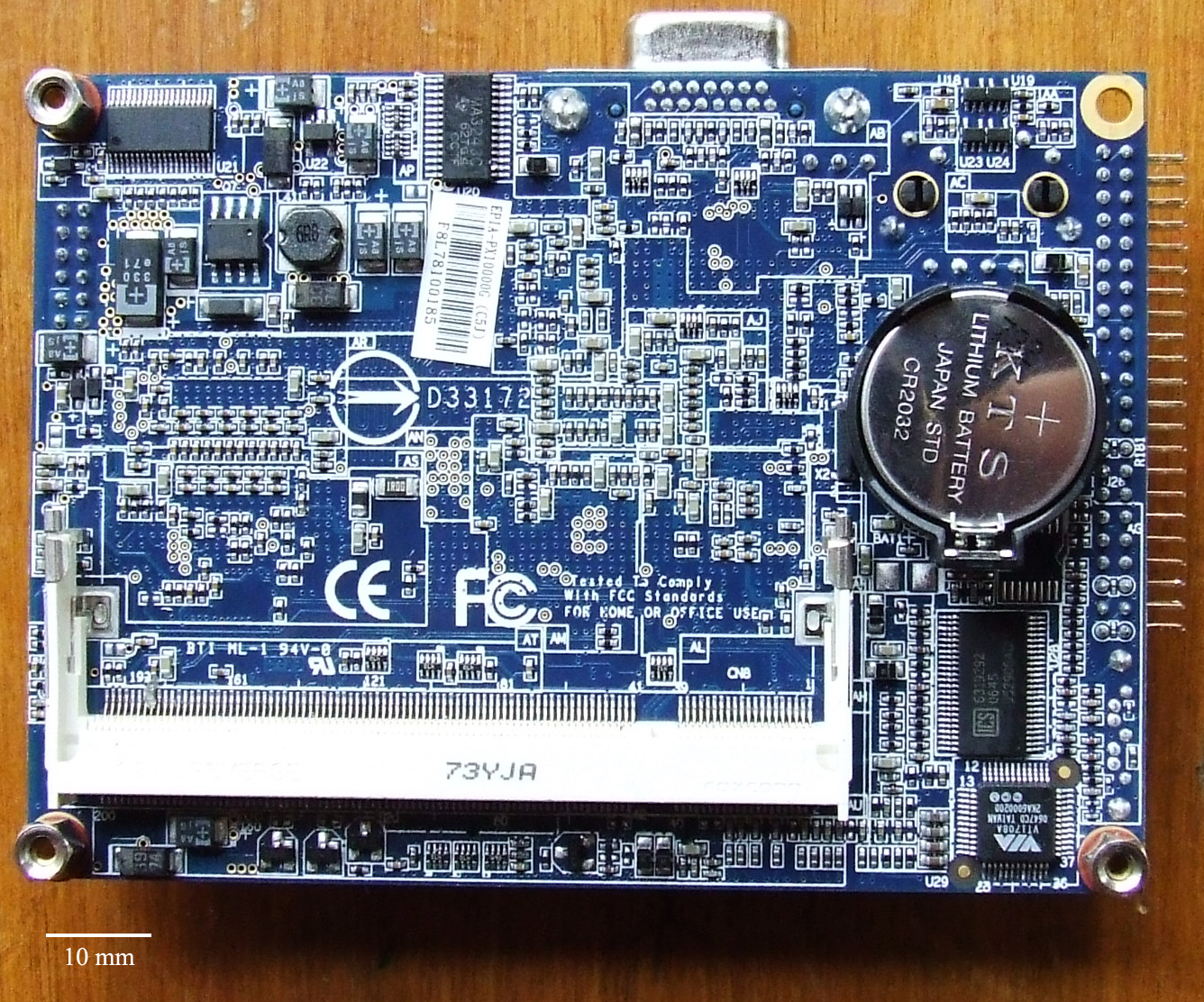
Batería CMOS en una tarjeta madre Pico ITX

RAM-CMOS es un tipo de memoria que almacena información sobre la configuración del sistema, por ejemplo la elección de velocidad de buses, los tipos de discos duros instalados, secuencia de arranque, información de seguridad como la contraseña de modificación, overclock del procesador, activación de dispositivos, entre otras. Esta información se puede modificar por medio de una utilidad del BIOS que puede ser invocada por el usuario durante el arranque del sistema. Debido a ello suele confundirse con el propio BIOS, pero es una entidad de memoria diferente.
Esta memoria es una RAM de entre 64 y 256 bytes de capacidad, que está vinculada con el reloj de tiempo real del sistema. La tecnología CMOS de bajo consumo de esta memoria permite que sea alimentada por la misma pila del reloj de tiempo real de la placa base. En los primeros PC se usaba una batería recargable, en la actualidad se usan baterías de litio desechables tipo botón.
La información contenida en esta RAM-CMOS es usada por el BIOS durante el arranque del ordenador para establecer la configuración del sistema. En ese momento se comprueba la integridad del contenido del CMOS y, si los datos son incorrectos, se genera un error y el sistema solicita una respuesta al usuario sobre la acción a seguir: continuar o entrar a la utilidad de configuración. 
En algunos casos la información contenida en la RAM-CMOS conduce a una configuración que no permite el arranque normal de la placa base, en ese caso es necesario borrar la información en la misma cortando la alimentación de la pila para que el sistema se reconfigure con los valores establecidos de fábrica, que suelen corresponder a una configuración segura (que permite un arranque sin problemas). Este fenómeno suele pasar durante el cambio de velocidades de buses o del mismo procesador, cuando el sistema queda configurado con una velocidad que no alcanza a manejar alguno de los componentes integrados.
- Datos: Q1023883
- Multimedia: CMOS RAM / Q1023883